# Aïda Mady Diallo
Aïda Mady Diallo là một tiểu thuyết gia và đạo diễn người Mali gốc Pháp. Cô là tác giả của cuốn tiểu thuyết Kouty, mémoire de sang (2002).

## Cuộc sống và công việc
Sau thời thơ ấu ở Pháp và nhận bằng đại học ở Uzbekistan, Diallo chuyển đến Mali.
Cuốn tiểu thuyết Kouty, mémoire de sang (Kouty, Memories of Blood) của cô, kể về một cô gái trẻ vào những năm 1980 Gao tìm kiếm cái chết của gia đình mình dưới bàn tay của những kẻ giết người Tuareg. Trong một cuộc phỏng vấn với tạp chí Bamako Culture, Diallo đã mô tả cuốn tiểu thuyết là "lời kêu gọi khoan dung và tha thứ". Nhà phê bình Pim Higginson mô tả nó như là thích nghi với các tropes của cuốn tiểu thuyết tội phạm và tiểu thuyết lãng mạn để phê phán những niềm đam mê của độc giả phương Tây với bạo lực châu Phi.
Karim et Doussou, bộ phim truyền hình của Diallo, câu chuyện về một cuộc hôn nhân của người Malian đương đại, đã được đề cử cho Giải thưởng Liên hoan phim và truyền hình Panafrican năm 2011 (FESPACO).

## Ấn phẩm
- Kouty, mémoire de sang. Paris: Gallimard, 2002. ISBN 2-07-042251-8
- Aïda Mady Diallo. Loạt Les Carnets de la Creation. Montreuil, Paris: l'Oeil, 2003. ISBN 978-2912415493 Mã số   979-2912415493. Một truyện ngắn của Diallo với những bức ảnh của Antoine Keyboardgata. Ở Pháp.